# Excentrycy, czyli po słonecznej stronie ulicy
Excentrycy, czyli po słonecznej stronie ulicy – polski film fabularny z 2015 roku w reżyserii Janusza Majewskiego.
Plenery: Konstancin, Ciechocinek, Toruń, Warszawa, Jabłonna, Nieszawa.

## Obsada
- Maciej Stuhr – Fabian Apanowicz
- Sonia Bohosiewicz – Wanda Apanowicz-Patras
- Natalia Rybicka – Modesta Nowak
- Wojciech Pszoniak – Felicjan Zuppe
- Anna Dymna – Bayerowa
- Wiktor Zborowski – Stypa
- Marian Dziędziel – towarzysz Kusiak
- Adam Ferency – Habertas
- Władysław Kowalski – doktor Garfinkel
- Jerzy Schejbal – doktor Cyryl Vogt
- Paweł Królikowski – Zagaj
- Agnieszka Michalska – sekretarka Kusiaka
- Marian Opania – generał Jan Boryssowski
- Arkadiusz Detmer – adiutant generała
- Magdalena Zawadzka – bufetowa w „Kameralnej”
- Marcin Troński – milicjant Winiek
- Paweł Burczyk – milicjant Zygmuś
- Aleksander Calski – fotograf milicyjny
- Stanisław Brudny – kierownik domu wypoczynkowego „Kolejarz”
- Przemysław Bluszcz – celnik
- Krzysztof Grzanka – celnik
- Zbigniew Buczkowski – kelner
- Krzysztof Chodorowski – kelner
- Liliana Głąbczyńska – gospodyni balu sylwestrowego
- Andrzej Mastalerz – agent w pilotce
- Krzysztof Pszczółkowski – agent
- Ryszard Kluge – pijany widz
- Elżbieta Słoboda – pani na balu sylwestrowym
- Elżbieta Sikorska – Drabikowa
- Zofia Zborowska – Luśka
- Sonia Smołokowska – Róża
- Maja Bohosiewicz – matka chłopca u dentystki

## Fabuła
Ciechocinek, koniec lat 50. XX wieku. Puzonista jazzowy Fabian po powrocie z Anglii zakłada jazzband. Do zespołu jako wokalistka dołącza Modesta, w której Fabian zakochuje się. Pewnego dnia dziewczyna znika.

## Nagrody[1]
- 2015: Wygrana – Srebrny Lew dla Janusza Majewskiego i Włodzimierza Niderhausa
- 2015: Wygrana – Złoty Lew w kategorii Najlepsza drugoplanowa rola męska (Wojciech Pszoniak)
- 2016: Wygrana – Orzeł w kategorii Najlepsza drugoplanowa rola męska (Wojciech Pszoniak)
- 2016: Wygrana – Orzeł w kategorii Najlepsza drugoplanowa rola kobieca (Anna Dymna)
- 2016: Wygrana – Orzeł w kategorii Najlepsza muzyka (Wojciech Karolak)
- 2016: Wygrana – Orzeł w kategorii Najlepszy dźwięk (Krzysztof Jastrząb, Mateusz Irisik)
- 2016: Nominacja − Orzeł w kategorii Najlepszy film
- 2016: Nominacja − Orzeł w kategorii Najlepsza główna rola męska (Maciej Stuhr)
- 2016: Nominacja − Orzeł w kategorii Najlepsza scenografia (Andrzej Haliński)
- 2016: Nominacja − Złote Grono na Lubuskim Lecie Filmowym
- 2016: Nominacja − Nagroda Publiczności podczas festiwalu Transatlantyk